# Retaule de Santa Úrsula
El Retaule de Santa Úrsula és un retaule renaixentista pintat a inicis del segle XVI per Jaume Forner, un mestre actiu a Perpinyà i Barcelona entre el 1509 i el 1559. L'obra procedeix del monestir de Santes Creus, on es troba actualment, tot i que es va conservar durant molt de temps al mas de la Tallada (la Secuita, Tarragona), una antiga granja cistercenca medieval que pertanyia al mateix monestir, fins que fou adquirida per la Generalitat.
El retaule és dedicat a santa Úrsula, protectora contra la mort sobtada i el mal de cap, i també hi apareix en un hàbit blanc el comitent de l'obra.